# Porcellio olivieri
Porcellio olivieri là một loài chân đều trong họ Porcellionidae. Loài này được Audouin miêu tả khoa học năm 1825.